# Флиорковский, Юлий Викторович
Юлий Викторович Флиорковский (1856  — 27 декабря 1924, Варшава) — активист польской организации землевладельцев, депутат Государственной думы I созыва от Люблинской губернии.

## Биография
Польский дворянин. Родился в имении Скала (Киевская губерния) в семье Виктора и Марцелины урождённой Смоленской. В 1875 году окончил 2-ю Киевскую гимназию, а в 1879 году — юридический факультет Санкт-Петербургского университета со степенью кандидата права. Вернулся в своё родовое имение Скала в Киевской губернии, где начал заниматься сельским хозяйством. Участвовал в деятельности Киевского сельскохозяйственного общества, в 1886-1887 член Совета этого общества. Тогда же решил приобрести теоретические знания по сельскому хозяйству, для чего учился несколько семестров сельскохозяйственном Гогенгеймском и Лейпцигском университетах.
С 1900 года переехал жить в Люблинскую губернию. Юлий вместе со своим братом Юзефом приобрел земли в Файславице в окрестностях Красностав. Мать Юлия, Марцелина Флиорковская, купила землю в Выгнановице, находящегося в соседней гмине Рыбчевице. Флиорковский участвовал в организации ликеро-водочной промышленности.  В 1902-1903 годы вошел в состав Специального комитета Люблинской губернии, связанного с потребностями сельскохозяйственного производства. В мае 1904 года он был назначен советником главного управления земельного кредитного общества. Директор Союза винокуренных владельцев Царства Польского. По его инициативе начат экспорт спирта в Германию и ввоз во внутренние российские губернии. Товарищ председателя Люблинского сельскохозяйственного общества. Занимался журналистской деятельностью, опубликовал серию статей, касающихся организации сельскохозяйственного производства, прежде всего в спеицальных изданиях, но также и местных, таким как „Ziemia Krasnostawska” (Красныставская земля).
Избран в Государственную думу I созыва от съезда городских избирателей по списку Национально-демократической люблинской курии землевладельцев. Во время выборов, состоявшихся в Люблине 3 мая 1906 года, он  получил 74 голоса. Член Польского коло. Вошёл в состав думской аграрной комиссии. Подписал заявление 27 депутатов 1-й Государственной думы, поляков, об отношении Царства Польского с Российской империей по прежнему законодательству и по Основным государственным законам от 23 апреля 1906. Подписал запрос об увольнения с должности, аресте и депортации в Сибирь одного учителя из Полтавской губернии.
После роспуска Государственной думы вернулся в Царство Польское. С 1906 председатель Люблинского сельскохозяйственного общества, в котором с 1906 по 1916 год был президентом, а в 1913 году он получил звание почетного президента. В 1907-1912 годы был членом Земельного кредитного общества.
Имя Флиорковского фигурирует в связи с выборами ещё раз, когда в 1909 году бывший член Государственного Совета и председатель в нём Польского Коло Евстафий Добецкий отказался баллотироваться на следующий срок, он предложил на своё место ряд политиков, в том числе Юлия Флиорковского.
Один из основателей Центрального сельскохозяйственного общества. 12 марта 1907 на первом заседании Центрального сельскохозяйственного избран в Бюро Комитета, в котором он состоял с 1907 по 1916 год.  Юлий Флиорковский и его брат Юзеф были также членами Главного Совета Центрального сельскохозяйственного общества. 15 ноября 1910 года Юлий Florkowski также в группе учредителей  Товарищества противопожарной охраны (Towarzystwa Straży Ogniowych) в Пясках. Во время Первой мировой войны, как и большинству национальных демократов и землевладельцев Флиорковскому был присущ пессимистический настрой. 7 ноября 1916 года Флиорковский вошел в Организационный комитет сельскохозяйственного института в Пулавах.
В 1919 году скончалась жена Флиорковского, Мария. Oна была известна в Люблинской губернии как меценатка, в том числе и заботилась о больных тифом. После смерти жены Флиорковский отошел от общественной жизни. Он умер после продолжительной тяжёлой болезни 27 декабря 1924 года в Выгнановице. Он был похоронен 30 декабря в приходском кладбище (старом) в Файславице в погребальной семейной часовни, построенной им вместе с братом Юзефом. Единственным наследником Юлия Флиорковского был его сын Виктор.

### Рекомендуемые источники
- Brzoza Czesław, Stepan Kamil Poslowie polscy w Parlamente Rosyjskim, 1906—1917: Slownik biograficzny. Warszawa 2001, s. 61. ISBN 8370595065
- Borzęcki Artur. Juliusz Florkowski właściciel Wygnanowic w powiecie krasnostawskim – deputowany do Dumy Państwowej, // Z dziejów pewnego eksperymentu. Parlamentaryzm rosyjski na progu XX stulecia w kontekście kształtowania się świadomości politycznej narodów imperialnej Rosji, pod red. A. Duszyka, K. Latawca, M. Mądzika, Radom 2008, s. 165-176. ISBN 9788388100550
- Socha Janusz. Słownik biograficzny działaczy Centralnego Towarzystwa Rolniczego (1907-1929), Łódź 2003, s. 39-40.
- Российский государственный исторический архив. Фонд 1278. Опись 1 (1-й созыв). Дело 117. Лист 9; Фонд 1327. Опись 1. 1905 год. Дело 143. Лист 172 оборот.